# Prvenstvo Jugoslavije u hokeju na ledu 1937./38.
Prvenstvo Jugoslavije u hokeju na ledu 1938. bilo je drugo prvenstvo Jugoslavije u hokeju na ledu.
Najbolja je bila slovenska predstavnica Ilirija iz Ljubljane. Drugoplasirani je bio hrvatski predstavnik HAŠK.